# 墨脱楠
墨脱楠（学名：Phoebe motuonan）为樟科楠属下的一个种。

## 扩展阅读
- 維基物種上的相關：墨脱楠